# Borsó János
Borsó János, (Pécs, 1953. április 18. –) válogatott labdarúgó, középpályás.

## Pályafutása

### Klubcsapatban
1963-ban kezdte a labdarúgást az MTK-ban. 1971-ben mutatkozott az első csapatban, ahol 1985-ig 330 bajnoki mérkőzésen szerepelt és 79 gólt szerzett. 1970–71-ben bajnoki második, 1976-ban kupadöntős, 1977–78-ban bajnoki harmadik volt az együttessel. A nemzetközi kupákban, az 1976–77-es KEK idényben a negyeddöntőben esett ki a későbbi győztes Hamburger SV-vel szemben. 1985–86-ban az újvidéki Vojvodina csapatában, majd 1986–87-ben a burgenlandi Kismarton csapatában szerepelt. 1987-ben egy idényre hazatért és a III. kerületi TTVE labdarúgója lett. Pályafutását az osztrák alsó osztályú SK Pama csapatában fejezte be.

### A válogatottban
1980-ban egy alkalommal szerepelt a válogatottban.

## Sikerei, díjai
- Magyar bajnokság
  - 3.: 1977–78
- Magyar kupa (MNK)
  - döntős: 1976
- Kupagyőztesek Európa-kupája (KEK)
  - negyeddöntős: 1976–77

## Statisztika

### Mérkőzései a válogatottban
| Magyarország | Magyarország        | Magyarország             | Magyarország | Magyarország | Magyarország  | Magyarország       | Magyarország | Magyarország |
| #            | Dátum               | Helyszín                 | Hazai        | Eredmény     | Vendég        | Kiírás             | Gólok        | Esemény      |
| ------------ | ------------------- | ------------------------ | ------------ | ------------ | ------------- | ------------------ | ------------ | ------------ |
| 1.           | 1980. március 26.   | Budapest, Népstadion     | Magyarország | 2 – 1        | Lengyelország | barátságos         | -            | 66'          |
|              | 1983. március 23.   | Veliko Tarnovo           | Bulgária     | 1 – 1        | Magyarország  | olimpiai selejtező | -            |              |
|              | 1983. április 13.   | Budapest, Csepel stadion | Magyarország | 3 – 1        | Görögország   | olimpiai selejtező | -            |              |
|              | 1983. szeptember 7. | Budapest, Népstadion     | Magyarország | 0 – 1        | Szovjetunió   | olimpiai selejtező | -            | 67'          |
|              | Összesen            |                          |              | 1            | mérkőzés      |                    | 0            | gól          |